# Ixeure
L'Ixeure est une rivière française qui coule dans le département de la Nièvre, en région Bourgogne-Franche-Comté, et un affluent direct de la Loire en rive droite.

## Géographie
De 26,9 km de longueur, l'Ixeure naît sur le territoire de la commune de Bona. La première partie de son parcours se déroule en direction du sud. Puis elle s'oriente progressivement vers le sud-ouest et finit par se jeter dans la Loire au niveau d'Imphy. Ses eaux remplissent les douves du château de Prye à La Fermeté. Son petit bassin versant, de plus ou moins 125 km2, est logé entre celui de la Nièvre au nord-ouest et de l'Aron à l'est.
À l'instar de la Nièvre sa voisine, ses eaux, analysées à la station de La Fermeté sont considérées comme de qualité bonne à très bonne, d'après les années. Deux problèmes cependant: l'excès de nitrates par moments (lors de fortes pluies, lessivage des sols engraissés aux nitrates), et l’indice IBD (Indice Biologique Diatomées) qui indique une tendance à l’eutrophisation et à un milieu chargé en matière organique.

## Communes traversées
Dans le seul département de la Nièvre, l'Ixeure traverse six  communes, :
- dans le sens amont vers aval : Bona (source), Saint-Firmin, Saint-Benin-d'Azy, Saint-Jean-aux-Amognes, La Fermeté, Imphy et Chevenon (confluence).

## Hydrologie
L'Ixeure est une rivière assez abondante, comme la plupart des cours d'eau de la moitié sud de la Nièvre, ainsi que de l'est de ce département. Son débit a été observé durant une période de 40 ans (1968-2007), à La Fermeté, à 196 m d'altitude, localité du département de la Nièvre située à très peu de distance de son confluent avec la Loire. Le bassin versant de la rivière y est de 115 km2, soit la quasi-totalité de ce dernier.
Le module de la rivière à La Fermeté est de 1,26 m3/s.
L'Ixeure présente des fluctuations saisonnières de débit assez marquées, avec des hautes eaux d'hiver-printemps portant le débit mensuel moyen à un niveau situé entre 1,95 et 2,80 m3/s, de décembre à mars inclus (avec un maximum en février), et des basses eaux d'été, de juillet à septembre inclus, avec une baisse du débit moyen mensuel jusqu'à 0,204 m3/s au mois d'août.

### Étiage ou basses eaux
À l'étiage, le VCN3 peut chuter jusque 0,018 m3/s, en cas de période quinquennale sèche, soit 18 litres par seconde, ce qui peut être considéré comme sévère.

### Crues
Les crues peuvent être assez importantes, caractéristique partagée par la plupart des affluents de la Loire, mais sans commune mesure avec les crues des affluents situés dans la partie occidentale du bassin de cette dernière.
Ainsi les QIX 2 et QIX 5 valent respectivement 17 et 21 m3/s. Le QIX 10 est de 23 m3/s, le QIX 20 de 25 m3/s, et le QIX 50 de 28 m3/s.
Le débit instantané maximal enregistré à La Fermeté durant la période d'observation, a été de 25,4 m3/s le 27 mai 1977, tandis que la valeur journalière maximale était de 19,40 m3/s le 20 février 1999. En comparant la première de ces valeurs à l'échelle des QIX de la rivière, cette crue était seulement d'ordre vicennal, et donc destinée à se reproduire assez fréquemment.

### Lame d'eau et débit spécifique
L'Ixeure est une rivière bien fournie et abondante. La lame d'eau écoulée dans son bassin versant est de 347 millimètres annuellement, ce qui est supérieur à la moyenne d'ensemble de la France tous bassins confondus, et aussi à la moyenne de la Loire (244 millimètres). Le débit spécifique de la rivière (ou Qsp) est de 10,9 litres par seconde et par kilomètre carré de bassin.